# Instagram-Ei Eugene

Braunes Ei vor weißem Hintergrund, ähnlich dem Instagram-Ei Eugene

Das Instagram-Ei Eugene ist das Foto eines Vogeleis, das Anfang 2019 auf der Social-Media-Plattform Instagram gepostet wurde und innerhalb weniger Tage den bis dahin geltenden Weltrekord an Likes schlug. Die Jagd nach dem Weltrekord durch ein Ei fand ein breites Echo in den weltweiten Medien.

## Geschichte
Am 4. Januar 2019 wurde auf Instagram das Benutzerkonto @world_record_egg angelegt. Der anonyme Benutzer veröffentlichte das Foto eines aufrecht stehenden braunen Vogeleis vor weißem Hintergrund mit der Bildunterschrift „Letʼs set a world record together and get the most liked post on Instagram. Beating the current world record held by Kylie Jenner (18 million)! We got this.“ (Lasst uns zusammen einen Weltrekord aufstellen und die meisten Likes für ein Bild auf Instagram bekommen. Es soll den gegenwärtigen Weltrekord von Kylie Jenner (18 Millionen) schlagen! Wir schaffen das.). Kylie Jenners Foto mit ihrer neugeborenen Tochter Stormi hatte bis dahin 18,4 Millionen Likes.
Das Instagram-Ei erhielt bald den Spitznamen Eugene. In weniger als 10 Tagen erreichte Eugene die Marke von 18,4 Millionen Likes. Ende Dezember 2022 hatte das Ei über 58 Millionen Likes. Anfang 2019 war es auf dem 2. Platz der am meisten gelikten Bilder auf Instagram.
Kylie Jenner antwortete auf ihren Weltrekordverlust mit einem Video, in dem sie ein Ei aufschlägt und auf dem heißen Asphalt braten lässt.
Da der Besitzer des Benutzerkontos unbekannt war, wurde öffentlich über den Urheber der Aktion spekuliert. Am 3. Februar 2019 veröffentlichten das Videoportal Hulu und die New York Times den Namen des Urhebers. Das Instagram-Ei Eugene war von dem britischen Werbefachmann Chris Godfrey zusammen mit zwei Kollegen, Alissa Khan-Whelan und C. J. Brown, geschaffen worden.
Am 18. Januar 2019 wurde ein zweites Foto von Eugene auf Instagram veröffentlicht. Das Ei hatte jetzt einen leichten Riss oben rechts. Auf dem dritten Foto vom 22. Januar 2019 waren zwei kräftigere Risse zu sehen. Das vierte Foto vom 29. Januar 2019 zeigte einen weiteren Riss auf der rechten Seite. Auf dem fünften Foto, veröffentlicht am 1. Februar 2019, war ein Riss mit einer kräftigen Naht zu sehen, wie sie an einem Football üblich ist; dieses Bild erschien kurz vor dem 53. Super Bowl, der am 3. Februar 2019 stattfand. Alle diese Bilder von Eugene bekamen einige Millionen Likes, blieben jedoch weit hinter dem ersten Bild zurück.
Am 3. Februar 2019 erschien auf Hulu ein Video, in dem das Ei Eugene zerbricht. Der dazugehörige Text lautet: „The pressure of social media is getting to me“ (Der Druck der Sozialen Medien hat mich erwischt). Das Video verweist auf die Website von Mental Health America, einer gemeinnützigen Organisation zur Unterstützung bei psychischen Störungen.